# 2 Pułk Ułanów (LWP)
2 pułk ułanów – oddział kawalerii Wojska Polskiego.

## Charakterystyka
Sformowany między marcem a czerwcem 1944 roku w Trościańcu w ZSRR
Większość żołnierzy pochodziła z terenów ZSRR. Barwy identyczne jak w 2 pułku Ułanów Grochowskich.
Uzbrojenie całkowicie radzieckie. Konie początkowo rasy mongolskiej, po wkroczeniu na tereny za Bugiem – polskie. Stan osobowy: ok. 1150 ludzi.
Proporczyk  na lance i na mundur biało-granatowy.

## Działania jednostki
Po marszu na trasie Kijów–Żytomierz–Orżew 28 lipca pułk sforsował Bug, wkroczył do Chełma, następnie Lublina, gdzie pomagał organizować władze.
15 sierpnia 1944 przedefilował ulicami Lublina. W dniach 2-13 września walczył na przyczółku warecko-magnuszewskim, następnie o przyczółki warszawskie. Od października do grudnia 1944 na froncie w okolicy Karczewa.
W czasie ofensywy styczniowej pułk sforsował Wisłę od strony Służewca i wkroczył do Warszawy. Następnie pomaszerował na Bydgoszcz i Pomorze.
1 marca 1945 roku 2. i 3. pułki 1 Brygady Kawalerii szarżowały pod Borujskiem.
W pościgu pułk osiągnął linię brzegową w Mrzeżynie, gdzie 18 marca dokonał zaślubin Polski z morzem.
W końcu kwietnia 1 Brygada Kawalerii przekroczyła Odrę i wzięła udział w operacji berlińskiej. W początkach maja pułk działał nad Hawelą, wreszcie doszedł do Łaby, po czym skierowano go do kraju.
W związku z utworzeniem 1 Warszawskiej Dywizji Kawalerii przeformowano go według etatów pokojowych.
Pułk rozformowano w marcu 1947.

## Dowódcy pułku
- major Henryk Powiński (12 – 16 maja 1944)
- podpułkownik Konstanty Gryżewski (16 maja 1944 – 2 kwietnia 1945)
- major Konstanty Czernow (3 kwietnia – 26 czerwca 1945)
- major Jan Nowikow (26 czerwca – 29 września 1945)
- pułkownik Ludomir Wysocki (29 września – 31 grudnia 1945)
- podpułkownik Dymitr Gryn (31 grudnia 1945 – 6 czerwca 1946 r.)
- major Stanisław Hałas (6 czerwca 1946 – 6 marca 1947)
- major Edward Mazurek (6 marca 1947 do rozformowania)

## Sztandar pułku
Sztandar został ufundowany przez społeczeństwo ziemi koszalińskiej i 20 października 1946 roku wręczony w Gryficach. Po rozformowaniu jednostki przekazany do Muzeum WP w Warszawie.